# Maciej Prostko
Maciej Prostko (ur. 11 lutego 1988 w Olsztynie) – polski prawnik i samorządowiec, radca prawny, w 2019 członek Trybunału Stanu.

## Życiorys
Pochodzi z Łącka. Syn Wiesława Prostki, działacza pro-life i polityka Prawicy Rzeczypospolitej. W 2012 ukończył studia prawnicze na Wydziale Prawa i Administracji Uniwersytetu Warmińsko-Mazurskiego, broniąc pracy magisterskiej pt. Zwrot podatku VAT – wybrane zagadnienia prawne. W latach 2014–2016 odbywał aplikację radcowską przy OIRP w Warszawie. Pracował w kancelariach radcowskich i banku, zaś w 2017 otworzył własną kancelarię w Nowym Sączu.
Zasiadał w radzie Fundacji „Potrafisz Polsko”, został prezesem zarządu stowarzyszenia Beskidzka Inicjatywa Społeczna. Związał się z ruchem Kukiz’15, w 2015 kandydował z drugiego miejsca jego listy do Sejmu w okręgu nr 14. Został później radcą prawnym w klubie poselskim tego ugrupowania. W 2018 skutecznie ubiegał się o mandat radnego Nowego Sącza z listy Koalicji Nowosądeckiej Ludomira Handzla. W radzie miasta został przewodniczącym komisji statutowo-prawnej. W 2024 nie uzyskał reelekcji.
19 stycznia 2019 wybrany członkiem Trybunału Stanu. Został zgłoszony przez klub Kukiz’15, zastąpił wybranego do Sejmu Roberta Majkę. Złożył ślubowanie 13 marca 2019. Zasiadał w TS do końca kadencji w tym samym roku.